# Morti nel 1999/Ottobre
| Questa pagina contiene informazioni ricavate automaticamente dalle voci biografiche con l'ausilio del template Bio e di un bot. L'aggiornamento è periodico e automatico e ricostruisce completamente la pagina. Se manca una persona in questa lista, sei pregato di non aggiungerla, ma accertati piuttosto che la sua voce biografica contenga il template Bio e che i dati anagrafici siano correttamente compilati. Se il template Bio manca, inseriscilo tu stesso o, in alternativa, metti l'avviso {{tmp\|Bio}} che ne segnala la mancanza. Se i dati riportati sono sbagliati, correggi direttamente la voce biografica; le modifiche saranno visibili in questa lista entro pochi giorni. Per chiarimenti vedi il progetto biografie. La lista contiene solo le 130 persone che sono citate nell'enciclopedia e per le quali è stato implementato correttamente il template Bio. Pagina aggiornata al 10 ago 2025. |

- 1º ottobre - Ted Arison, armatore israeliano (n. 1924)
- 1º ottobre - Pietro Maria Bardi, giornalista, critico d'arte e gallerista italiano (n. 1900)
- 1º ottobre - Witold Rowicki, direttore d'orchestra polacco (n. 1914)
- 1º ottobre - Angelo Spanio, calciatore italiano (n. 1939)
- 1º ottobre - Lena Zavaroni, cantante britannica (n. 1963)
- 2 ottobre - Flavio Luigi Bertone, politico e partigiano italiano (n. 1922)
- 2 ottobre - Kim Hyeon-jun, cestista e allenatore di pallacanestro sudcoreano (n. 1960)
- 2 ottobre - Heinz Günther Konsalik, scrittore e drammaturgo tedesco (n. 1921)
- 2 ottobre - Muhammad Nasir al-Din al-Albani, teologo albanese (n. 1914)
- 2 ottobre - Georg Tintner, direttore d'orchestra austriaco (n. 1917)
- 2 ottobre - Horst Zobel, militare tedesco (n. 1918)
- 3 ottobre - Akio Morita, fisico e imprenditore giapponese (n. 1921)
- 4 ottobre - Erik Brødreskift, batterista norvegese (n. 1969)
- 4 ottobre - Bernard Buffet, pittore francese (n. 1928)
- 4 ottobre - Nella Colombo, cantante e attrice italiana (n. 1927)
- 4 ottobre - Art Farmer, trombettista statunitense (n. 1928)
- 4 ottobre - Bruno Foà, economista italiano (n. 1905)
- 4 ottobre - Florent Mathieu, ciclista su strada e pistard belga (n. 1919)
- 4 ottobre - Richard Neely, scrittore statunitense (n. 1920)
- 4 ottobre - Emil Schumacher, pittore tedesco (n. 1912)
- 5 ottobre - Suzanne Blanc, scrittrice statunitense (n. 1915)
- 6 ottobre - Kenton Campbell, cestista statunitense (n. 1926)
- 6 ottobre - Enrico Coturri, medico e storico italiano (n. 1914)
- 6 ottobre - Gorilla Monsoon, wrestler statunitense (n. 1937)
- 6 ottobre - Amália Rodrigues, cantante e attrice portoghese (n. 1920)
- 6 ottobre - Tatevik Sazandaryan, mezzosoprano armeno (n. 1916)
- 6 ottobre - Ettore Zini, calciatore e dirigente sportivo italiano (n. 1921)
- 7 ottobre - Umberto Bellintani, poeta italiano (n. 1914)
- 7 ottobre - David A. Huffman, informatico statunitense (n. 1925)
- 7 ottobre - Genrich Veniaminovič Sapgir, poeta e scrittore russo (n. 1928)
- 7 ottobre - Lucien Thèze, cestista francese (n. 1913)
- 7 ottobre - Helen Vinson, attrice statunitense (n. 1905)
- 7 ottobre - Dave Whitsell, giocatore di football americano statunitense (n. 1936)
- 8 ottobre - Gian Paolo Cresci, giornalista italiano (n. 1930)
- 8 ottobre - John McLendon, allenatore di pallacanestro statunitense (n. 1915)
- 9 ottobre - Milt Jackson, vibrafonista e compositore statunitense (n. 1923)
- 9 ottobre - Morris West, scrittore australiano (n. 1916)
- 9 ottobre - Franz Wolf, militare austro-ungarico (n. 1907)
- 9 ottobre - João Cabral de Melo Neto, poeta e diplomatico brasiliano (n. 1920)
- 10 ottobre - Alfredo Gil, cantante e compositore messicano (n. 1915)
- 11 ottobre - Galina Bystrova, multiplista e ostacolista sovietica (n. 1934)
- 11 ottobre - Leo Lionni, pittore, scrittore e illustratore statunitense (n. 1910)
- 11 ottobre - Jozef Medový, presbitero slovacco (n. 1926)
- 11 ottobre - Mario Peressin, arcivescovo cattolico italiano (n. 1923)
- 11 ottobre - Amedeo Rotondi, scrittore e filosofo italiano (n. 1908)
- 11 ottobre - Oscar Valicelli, attore argentino (n. 1915)
- 12 ottobre - Adriano Bassetto, calciatore e allenatore di calcio italiano (n. 1925)
- 12 ottobre - Wilt Chamberlain, cestista e allenatore di pallacanestro statunitense (n. 1936)
- 12 ottobre - Norbert Kamp, storico tedesco (n. 1927)
- 12 ottobre - Joseph Nkongolo, vescovo cattolico della Repubblica Democratica del Congo (n. 1916)
- 12 ottobre - Sabina Santilli, attivista italiana (n. 1917)
- 12 ottobre - Udo Steinke, scrittore tedesco (n. 1942)
- 13 ottobre - Qasem-Ali Zahirnejad, generale iraniano (n. 1924)
- 14 ottobre - Lage Andersson, sollevatore svedese (n. 1920)
- 14 ottobre - Vaclavs Borduško, calciatore lettone (n. 1914)
- 14 ottobre - Julius Nyerere, politico tanzaniano (n. 1922)
- 14 ottobre - Bruno Pontisso, ciclista su strada e pistard italiano (n. 1925)
- 15 ottobre - Juan Ramón Santiago, allenatore di calcio e calciatore spagnolo (n. 1912)
- 16 ottobre - Alexandre Zilles, giocatore di calcio a 5 e allenatore di calcio a 5 brasiliano (n. 1951)
- 16 ottobre - William Dodgin, Sr., allenatore di calcio e calciatore inglese (n. 1909)
- 16 ottobre - Vaclaŭ Hebel't, compositore di scacchi bielorusso (n. 1913)
- 16 ottobre - Ella Mae Morse, cantante e attrice statunitense (n. 1924)
- 16 ottobre - Giuliano Tagliasacchi, calciatore italiano (n. 1914)
- 17 ottobre - Ralph Grey, barone Grey di Naunton, avvocato e politico neozelandese (n. 1910)
- 17 ottobre - Nicholas Metropolis, fisico statunitense (n. 1915)
- 17 ottobre - Alessandro Ossicini, matematico italiano (n. 1921)
- 17 ottobre - Tazio Roversi, calciatore italiano (n. 1947)
- 17 ottobre - Vanni Scheiwiller, critico d'arte, editore e giornalista italiano (n. 1934)
- 17 ottobre - Erwin Strempel, calciatore tedesco (n. 1924)
- 17 ottobre - Franz Peter Wirth, regista e sceneggiatore tedesco (n. 1919)
- 18 ottobre - John Cannon, pilota automobilistico canadese (n. 1937)
- 18 ottobre - Paddi Edwards, attrice e doppiatrice britannica (n. 1931)
- 19 ottobre - Walter Dzur, calciatore tedesco (n. 1919)
- 19 ottobre - Rodolphe Ghiglione, psicologo francese (n. 1941)
- 19 ottobre - Penelope Mortimer, scrittrice, giornalista e biografa britannica (n. 1918)
- 19 ottobre - Nathalie Sarraute, scrittrice francese (n. 1900)
- 20 ottobre - Jack Lynch, politico irlandese (n. 1917)
- 20 ottobre - Ivan Motika, partigiano, politico e avvocato jugoslavo (n. 1907)
- 20 ottobre - Willi Schröder, calciatore tedesco (n. 1928)
- 21 ottobre - John Bromwich, tennista australiano (n. 1918)
- 21 ottobre - Horst Krüger, scrittore tedesco (n. 1919)
- 21 ottobre - Wayne Oates, psicologo statunitense (n. 1917)
- 21 ottobre - Gennadij Vasil'ev, regista sovietico (n. 1940)
- 22 ottobre - Franco Alessio, storico della filosofia italiano (n. 1925)
- 22 ottobre - Massimiliano Aloisi, patologo e biologo italiano (n. 1907)
- 22 ottobre - Franco Daverio, scultore, pittore e orafo italiano (n. 1917)
- 22 ottobre - Ed Mikan, cestista statunitense (n. 1925)
- 22 ottobre - István Nagy, calciatore ungherese (n. 1939)
- 22 ottobre - Gordon Smith, hockeista su ghiaccio statunitense (n. 1908)
- 23 ottobre - Maddalena Cerasuolo, patriota, antifascista e operaia italiana (n. 1920)
- 23 ottobre - András Hegedüs, politico e sociologo ungherese (n. 1922)
- 23 ottobre - Robert Marichal, paleografo, latinista e bibliotecario francese (n. 1904)
- 23 ottobre - Gertrud Meyer, ginnasta tedesca (n. 1914)
- 23 ottobre - Antonino Occhipinti, politico italiano (n. 1919)
- 23 ottobre - Luciano Soprani, stilista italiano (n. 1946)
- 24 ottobre - John Lester Hubbard Chafee, politico statunitense (n. 1922)
- 24 ottobre - Mazzingo Donati, chirurgo e ematologo italiano (n. 1912)
- 24 ottobre - Georges Gandil, canoista francese (n. 1926)
- 24 ottobre - Marc Simenon, regista e sceneggiatore francese (n. 1939)
- 24 ottobre - Giorgio Zanotto, politico e dirigente d'azienda italiano (n. 1920)
- 25 ottobre - Vittorio Erspamer, farmacologo italiano (n. 1909)
- 25 ottobre - Victor Saúde Maria, politico guineense (n. 1939)
- 25 ottobre - Carlos Martí, pallanuotista spagnolo (n. 1919)
- 25 ottobre - Payne Stewart, golfista statunitense (n. 1957)
- 26 ottobre - Hoyt Axton, attore, compositore e cantante statunitense (n. 1938)
- 26 ottobre - Rex Gildo, cantante, attore e showman tedesco (n. 1936)
- 26 ottobre - Christiane Jaccottet, pianista e clavicembalista svizzera (n. 1937)
- 26 ottobre - Nathan Mann, pugile statunitense (n. 1915)
- 26 ottobre - Nino Marinone, filologo classico italiano (n. 1918)
- 26 ottobre - Abraham Polonsky, regista, sceneggiatore e scrittore statunitense (n. 1910)
- 26 ottobre - Giovanni Tavoletti, calciatore italiano (n. 1915)
- 27 ottobre - Johnny Byrne, allenatore di calcio e calciatore britannico (n. 1939)
- 27 ottobre - Frank De Vol, compositore statunitense (n. 1911)
- 27 ottobre - Lois Collier, attrice statunitense (n. 1919)
- 27 ottobre - Robert Mills, fisico statunitense (n. 1927)
- 27 ottobre - Charlotte Perriand, architetta e designer francese (n. 1903)
- 27 ottobre - Leonard Petrosyan, politico karabakho (n. 1953)
- 27 ottobre - Vazgen Sargsyan, politico e militare armeno (n. 1959)
- 28 ottobre - Rafael Alberti, poeta spagnolo (n. 1902)
- 28 ottobre - Wolmer Beltrami, fisarmonicista e compositore italiano (n. 1922)
- 29 ottobre - Borhan Abu Samah, calciatore singaporiano (n. 1965)
- 29 ottobre - Greg, fumettista e scrittore belga (n. 1931)
- 30 ottobre - Ratko Čolić, calciatore jugoslavo (n. 1917)
- 30 ottobre - Gábor Pogány, direttore della fotografia ungherese (n. 1915)
- 30 ottobre - Nise da Silveira, psichiatra, psicoanalista e psicologa brasiliana (n. 1905)
- 30 ottobre - Maigonis Valdmanis, cestista e allenatore di pallacanestro sovietico (n. 1933)
- 31 ottobre - August Chełkowski, politico e fisico polacco (n. 1927)
- 31 ottobre - Aristide Colonna, filologo classico e grecista italiano (n. 1909)
- 31 ottobre - Immanuel Jakobovits, rabbino e teologo britannico (n. 1921)
- 31 ottobre - Greg Moore, pilota automobilistico canadese (n. 1975)